# Хоїнек
Хоїнек (пол. Choinek) — село в Польщі, у гміні Гостинін Ґостинінського повіту Мазовецького воєводства.
Населення — 129 осіб (2011).
У 1975-1998 роках село належало до Плоцького воєводства.

## Демографія
Демографічна структура станом на 31 березня 2011 року:
|          | Загалом | Допрацездатний вік | Працездатний вік | Постпрацездатний вік |
| -------- | ------- | ------------------ | ---------------- | -------------------- |
| Чоловіки | 61      | 14                 | 41               | 6                    |
| Жінки    | 68      | 17                 | 41               | 10                   |
| Разом    | 129     | 31                 | 82               | 16                   |